# 长梗百蕊草
长梗百蕊草（学名：Thesium chinense var. longipedunculatum）为檀香科百蕊草属下的一个变种。

## 扩展阅读
- 維基物種上的相關：长梗百蕊草